# Баргшталль
Баргшталль (нем. Bargstall) — община в Германии, в земле Шлезвиг-Гольштейн. 
Входит в состав района Рендсбург-Экернфёрде. Подчиняется управлению Хонер Харде.  Население составляет 151 человек (на 31 декабря 2010 года). Занимает площадь 4,62 км².